# Vocale Solutions
A Vocale Solutions é uma empresa de desenvolvimento de softwares sediada em São Paulo. A principal solução desenvolvida pela empresa é o gravador de ligações Vocale, que é exportado para diversos países. Conta com um escritório na França e parceiros em diversos lugares.
A Vocale Solutions conta com o apoio de diversos fabricantes para o devenvolvimento de soluções homologadas, como Alcatel-Lucent e Cisco. Além desses fabricantes, A Vocale também é parceira da Microsoft, desenvolvendo aplicações utilizando as linguagens de programação da mesma.
A Vocale surgiu como uma das áreas de negócios da 3CORP Technology em 2001, focada no desenvolvimento de aplicações CTI. Neste período, a empresa elaborou diversos produtos. O principal produto foi o gravador de ligações Vocale, cuja versão internacional (homologada na França pela Alcatel-Lucent) foi lançada em 2006 e reforçada em 2007 e foi apresentada no Alcatel-Lucent Enterprise Forum 2006, na França, e na CeBIT 2006, na Alemanha.
Possui uma equipe de profissionais nas áreas comercial, suporte, marketing e de desenvolvimento, que dão suporte a parceiros e clientes em todo o mundo. A empresa sempre trabalha implementando inovações em suas soluções e atualmente está desenvolvendo a nova versão de seu produto principal, que deverá ser lançada no início de 2011.